# الحضیبه
الحضیبة (به عربی: الحضیبة) یک منطقهٔ مسکونی در امارات متحده عربی است که در دبی، امارات واقع شده‌است.